# Solovar
Solovar è un personaggio dei fumetti DC Comics, un gorilla senziente nell'Universo DC. Il personaggio è il leader progredito della razza dei gorilla che comparvero per la prima volta come personaggio di supporto di Flash.

## Biografia del personaggio
Per molti anni, Solovar fu il leader di Gorilla City, una città nascosta abitata da gorilla iper-intelligenti. Rinomato per la sua saggezza e i poteri psichici, fu virtualmente imbattibile, eccetto dal criminale Gorilla Grodd. La rivalità tra i due fu così grande che, dopo che Solovar fu catturato dagli esseri umani (dove finse di essere stupido per mantenere segreta la sua vera identità e le sue origini), Grodd lo seguì a Central City per scoprire i segreti della sua forza mentale.
Flash aiutò il leader dei gorilla a fuggire e divenne il primo umano a sapere dell'esistenza della città, e la sua ubicazione. Questo portò una certa rivalità anche tra Flash e Grodd, così come ad un'alleanza tra l'eroe e Solovar.
Sotto la guida di Solovar, Gorilla City divenne un'utopia tecnologica. Infine, decise che la sua popolazione non poteva più utilizzare la sua scienza per nascondersi dal mondo umano. Credendo che i problemi ecologici e politici non potevano essere risolti semplicemente ignorandoli, aprì le frontiere della sua città al mondo e chiese l'adesione alle Nazioni Unite. Egli auspicò la pace - tra i gorilla e gli umani - e fu l'artefice di due aperture diplomatiche al mondo umano. Il secondo viaggio negli Stati Uniti venne sfortunatamente interrotto dal suo assassinio causato da una bomba su una macchina. Quando un gruppo misterioso che si auto-nominò Human Supremacy Movement si prese il merito dell'azione, fu subito chiaro ai lettori che l'assassinio di Solovar da parte di alcuni razzisti umani era in realtà uno stratagemma architettato dai Simian Scarlet, un gruppo di gorilla all'interno di Gorilla City che tentò di rovesciare il consiglio corrente (gli stessi manipolatori erano manipolati da Gorilla Grodd).

### Eredità
Solovar fu succeduto per un breve periodo da suo nipote, Ulgo. Con la tensione crescente tra gorilla e umani, la Justice League fu invitata a Gorilla City per assistere ad una missione diplomatica, per poi cadere vittima di un'imboscata. Nel mezzo della battaglia, l'armata dei gorilla testò la sua nuova arma sugli eroi, una "bomba-gorilla" che trasformava gli umani in gorilla. Mentre la JLA si ritirò sulla sua base lunare per trovare una cura, il Principe Ulgo comparve di fronte alle Nazioni Unite per dichiarare formalmente guerra alla razza umana.
Tuttavia, promise, non ci sarebbe stato spargimento di sangue nella battaglia, e lo rese chiaro facendo detonare una bomba-gorilla nell'auditorium. Con l'intera assemblea delle Nazioni Unite trasformata sia mentalmente che fisicamente in gorilla, la JLA agì immediatamente per minimizzare i rischi e la perdita di vite. Ahimè, salvando i delegati sprecarono la loro unica possibilità di ritornare umani, e così gli eroi, nella loro forma scimmiesca, non poterono tornare umani finché non trovarono un altro modo per farlo.
Non gli fu permesso sufficiente tempo per farlo; dato che Martian Manhunter telepaticamente seppe che, i gorilla stavano strategicamente mirando numerosi luoghi intorno al globo, inclusi Themyscira (casa di Wonder Woman), Atlantide (regno di Aquaman), Central City, Blüdhaven (sobborgo della Gotham City di Batman e casa di Nightwing), Metropolis (casa di Superman, una delle più grandi città dell'Universo DC), e l'orbita meridionale terrestre (casa di Lanterna Verde). Gli eroi si divisero e si prepararono a neutralizzare l'armata dei gorilla, e mettere fine alla guerra tra gorilla e umani, trovando così un modo per tornare normali.
Una volta che la JLA riuscì nei suoi piani, Ulgo fu succeduto dal figlio di Solovar, Nnamdi.
Durante La notte più profonda, Barry Allen corse fino a Gorilla City per richiedere l'aiuto di Solovar, non sapendo che fosse morto. Trovando la città devastata, Allen presunse l'attacco da parte di Grodd, solo per scoprire che Solovar era stato resuscitato come Lanterna Nera. Barry riuscì temporaneamente a fermarlo trascinando il suo cadavere in aria a super velocità e riducendolo a polvere.

## Altri media

### Televisione
- Solovar comparve nell'episodio Revenge of Gorilla City della serie animata Challenge of the Super Friends.
- Solovar comparve in un episodio di Justice League. Comparve come capo della sicurezza di Gorilla City piuttosto che come re, e non sembrò avere i poteri psionici della sua controparte dei fumetti. Inseguiva Grodd per fermarlo dal lanciare un missile nucleare sulla città. Con l'aiuto di Flash (Wally West) e di Lanterna Verde (John Stewart), riuscì infine a riportare Grodd a Gorilla City. Nell'episodio "Il richiamo dell'aldilà" della terza stagione della serie animata Justice League Unlimited, Solovar venne mostrato mentre combatte contro la Società Segreta di Grodd.
- Solovar appare nella terza stagione della serie TV The Flash doppiato da Keith David.

### Video giochi
- Solovar comparve nel videogioco Justice League Heroes.